# Nada/Gloco
Pour les articles homonymes, voir Nada.
Albums de Bérurier Noir et Guernica
Meilleurs extraits des deux concerts à Paris (pour Bérurier Noir) Macadam Massacre (pour Bérurier Noir)
Nada/Gloco est un split des groupes punk Bérurier Noir et Guernica sorti en septembre 1983. Ce split est resté dans les mémoires pour être le premier disque de Bérurier Noir.
Les chansons de Bérurier Noir sont rééditées par Bondage Records dans un autre EP intitulé Nada nada en 1985 enrichie de deux titres.

## Contenu
Le disque se présente sous la forme d’un maxi 8 titres avec 4 chansons par groupe. Sur la face A, intitulée Nada, sont ainsi regroupés les titres de Bérurier Noir (La Mort au choix, Bûcherons, Nada et Amputé) tandis que les morceaux de Guernica (Une petite fille, La viande hurle, Les Justes, Gloco) sont regroupés sur la face B, intitulée Gloco.
Ces 2 groupes partageaient le même guitariste : Loran.

## Nada nada
Albums de Bérurier Noir
Nada 84 Concerto pour détraqués
En 1985, Bondage Records rééditera la partie Nada (donc juste la partie de Bérurier Noir) en y ajoutant deux titres en plus : Nada 2 et Nada 3 (qui sont en fait des versions différentes du titre Nada). Cette réédition des morceaux de Bérurier Noir du split sera intitulée Nada nada.
Ces morceaux de Bérurier Noir seront compilés en bonus sur la version CD de Macadam Massacre.

## Liste des titres

### Nada/Gloco(1983)
Face A – Nada (Bérurier Noir)
1. La Mort au choix
2. Nada
3. Bûcherons
4. Amputé

Face B - Gloco (Guernica)
1. Une petite fille
2. La viande hurle
3. Les Justes
4. Gloco

### Nada, Nada(réédition de la partie Bérurier Noir) (1985)
1. La Mort au choix
2. Nada
3. Bûcherons
4. Nada 2
5. Amputé
6. Nada 3